# Lothar Schuster
Lothar Schuster (* 1940 in Berlin) ist ein deutscher Dokumentarfilmemacher.

## Leben und Karriere
Er machte eine Lehre als Industriekaufmann, studierte Werbung an der Hochschule der Künste Berlin und Film, Schwerpunkt Dokumentarfilm, an der Deutschen Film- und Fernsehakademie. Von 1980 bis 2002 hatte er eine Medienprofessur an der Technischen Universität Berlin.
Der Schwerpunkt seiner Dokumentarfilmarbeit bilden die Themenbereiche Geschichte und Arbeitswelt. Viele Filmprojekte wurden gemeinsam mit der Filmemacherin Barbara Kasper realisiert.
1985 lernte er den Fotografen und Filmemacher Walter Reuter kennen. 1991 entstand der Dokumentarfilm Annäherung: Walter Reuter, Fotograf und Filmemacher im Exil an den Drehorten Berlin, Chicahuaxtla (Oaxaca) und Mexiko-Stadt.
Angeregt von Walter Reuter drehte Lothar Schuster 1996 den Film Chicahuaxtla, Blicke; ein Film über den Indianerstamm der Triquis, mit denen Walter Reuter befreundet war.

## Ausstellungen
Lothar Schuster beteiligte sich an mehreren Ausstellungen:
- 1990: „Walter Reuter“ – im Rahmen der Fotogruppe der NGBK. Zur Ausstellung erschien ein Katalog: Walter Reuter. 60 Jahre Fotografie und Film. 1930–1990. Im Katalog ein Artikel von Lothar Schuster: Walter Reuter als Filmemacher.
- 2005, anlässlich des Todes von Walter Reuter:
  - „Der Fotograf Walter Reuter“ in der Villa Oppenheim, Berlin
  - „Der Filmemacher Walter Reuter“  Ibero-Amerikanisches Institut, Berlin.
- 2012 „Letzte Zuflucht Mexico“  Akademie der Künste, Berlin.[1]

## Filmografie
- Schlacht am Tegeler Weg. Dokumentarfilm. Deutschland 1988; Regie: Barbara Kasper, Lothar Schuster
- Annäherung: Walter Reuter, Filmemacher und Fotograf im Exil. Dokumentarfilm; Deutschland; 1991; Drehbuch: Lothar Schuster
- Arbeit im Mehringhof oder Wege ins Paradies. Dokumentarfilm; Deutschland; 1985; Regie: Barbara Kasper, Lothar Schuster
- Bergmann-Borsig – vormals VEB. Dokumentarfilm; Deutschland; 1992; Regie: Barbara Kasper, Lothar Schuster
- Betriebsschließung, Betriebsverlagerung. Dokumentarfilm; Deutschland; 1972; Regie: Lothar Schuster, Barbara Kasper
- Die Sache mit der Realität; Deutschland; 1996; Regie: Lothar Schuster
- 5,5 m x 1,5 m. Dokumentarfilm; Deutschland; 1998; Regie: Lothar Schuster, Barbara Kasper, Gregor Schuster
- Chicahuaxtla, Blicke. Deutschland; 1999; Regie Lothar Schuster
- Uschi Rubinstein – Eine holländische Malerin aus Berlin. Dokumentarfilm; Deutschland; 2000; Regie: Lothar Schuster, Barbara Kasper, Gregor Schuster[2]
- VaterBilder.Deutschland 2002; Regie Lothar Schuster / Barbara Kasper
- Joel Agee, eine amerikanische Jugend in der DDR. Dokumentarfilm; Deutschland 2004; Regie Lothar Schuster / Barbara Kasper
- Hella Hirsch und ihre Freunde. Dokumentarfilm; Deutschland; 2007; Regie: Lothar Schuster, Barbara Kasper
- Fensterblicke – Dalian / Nordostchina; Deutschland; 2009;Regie: Lothar Schuster, Barbara Kasper
- CARGO. Dokumentarfilm; Deutschland; 2014; Regie: Lothar Schuster, Barbara Kasper[3]
- Es war einmal – 30 Jahre Radio 100, 2017; Lothar Schuster, Barbara Kasper.
- Else Dierberg und ihre Fotos, 2017; Lothar Schuster, Barbara Kasper.
- Harun Farocki 2 mal, 2019; Lothar Schuster, Ingo Kratisch.

## Festivals
Mannheim, Duisburg, Kassel, Hamburg, Potsdam, Poel, Wismar, Bamberg, Regensburg, Ahrenshoop, Solothurn, Florenz, Zielona Góra